# Angelo Furlan
Angelo Furlan (Arzignano, 21 de juny de 1977) és un ciclista italià, ja retirat, professional del 2001 al 2013. En el seu palmarès destaquen dues etapes de la Volta a Espanya de 2002, així com diverses etapes de la Volta a Polònia.

## Palmarès
- 2000
  - 1r a La Popolarissima
- 2001
  - Vencedor d'una etapa de la Volta a Polònia
  - Vencedor de 2 etapes de la Volta a Sèrbia
- 2002
  - Vencedor de 2 etapes a la Volta a Espanya
- 2004
  - 1r a la Coppa Bernocchi
- 2007
  - Vencedor d'una etapa de l'Étoile de Bessèges
  - Vencedor d'una etapa del Circuit de La Sarthe
- 2008
  - Vencedor d'una etapa de la Volta a Polònia
  - Vencedor d'una etapa de l'Étoile de Bessèges
  - Vencedor d'una etapa de la Volta al Districte de Santarém
- 2009
  - Vencedor d'una etapa del Critèrium del Dauphiné Libéré
  - Vencedor d'una etapa de la Volta a Polònia
- 2011
  - 1r al Gran Premi de Tallinn-Tartu
  - Vencedor de 3 etapes de la Volta a Sèrbia
- 2012
  - 1r al Fyen Rundt
- 2013
  - Vencedor d'una etapa de la Volta a Estònia

### Resultats a la Volta a Espanya
- 2002. 121è de la classificació general. Vencedor de 2 etapes
- 2003. 150è de la classificació general
- 2004. Abandona (9a etapa)
- 2005. Abandona(3a etapa)
- 2007. Abandona(14a etapa)
- 2010. 136è de la classificació general

### Resultats al Tour de França
- 2003. Abandona (9a etapa)
- 2005. Abandona (12a etapa)
- 2009. Abandona (9a etapa)

### Resultats al Giro d'Itàlia
- 2002. 128è de la classificació general
- 2003. Abandona
- 2004. 128è de la classificació general
- 2007. 116è de la classificació general